# De genio Socratis
De genio Socratis è un dialogo storico-religioso di Plutarco, compreso nei suoi Moralia.

## Struttura
Nel De Genio Socratis Cafisia, fratello di Epaminonda, fornisce ad Archedamo e ad un illustre circolo di Atene un resoconto delle recenti gesta e discussioni a Tebe. Le imprese furono quelle della congiura che liberò la città dalla dominazione spartana.
Infatti, nel 379 a.C. si raduna un gruppo di cospiratori tebani; discutono di filosofia, di un'antica iscrizione, il demone di Socrate e la sua connessione con la divinazione, e sulla tomba di un saggio pitagorico . Una discussione più approfondita sul demone porta a discutere del mito di Timarco nella grotta di Trofonio e, infine, i cospiratori si disperdono, uccidono i tiranni e liberano Tebe.

## Analisi critica
La maggior parte dei personaggi del dialogo sono noti da altre fonti e possono essere considerati storici. Archedamo è evidentemente un personaggio pubblico ateniese con ben note simpatie tebane e forse potrebbe essere identificato con l'omonimo personaggio menzionato da Eschine come uno che aveva rischiato molto per amore di Tebe. 
Non ci testimonianze esterne su Cafisia, che Plutarco presenta come un fratello di Epaminonda, o su una sua ambasciata ad Ateneː comunque non c'è motivo di mettere dubbio l'esistenza di un fratello del noto duce tebano con quel nome e le ambasciate di Tebe dovevano essere abbastanza frequenti ad Atene nei tempi agitati che seguirono la liberazione. Poiché le discussioni filosofiche sono scarsamente storiche, non vi è alcun motivo valido per supporre che i personaggi che si occupano esclusivamente di esse siano autentici. 
Timarco, l'eroe del mito, è probabilmente una finzione di Plutarco e lo stesso può valere per Teanore pitagorico, di cui non parla nessun altro autore antico, come nessuna menzione si trova altrove dei cospiratori Bacchylidas, Eumolpidas, Hismenodorus, Lysitheüs e Samidas; ma qui non c'è motivo di supporre che i nomi siano stati inventatiː Plutarco, come beota, era ben addentro nella storia della Beozia, e ci sono altri casi in cui solo lui ha conservato alcuni dettagli della storia della sua regione.